# Knoppix
Knoppix este un sistem de operare cu nucleu Linux ce se bazează pe Debian GNU/Linux. A fost creată de Klaus Knopper. Rulează în totalitate de pe CD dar și de pe DVD, așa că poate rula și pe un calculator fără hard-disc , dar se poate și instala pe hard-disc.
Knoppix se adresează în egală măsură începătorilor și avansaților.